# 그렉 브로크만

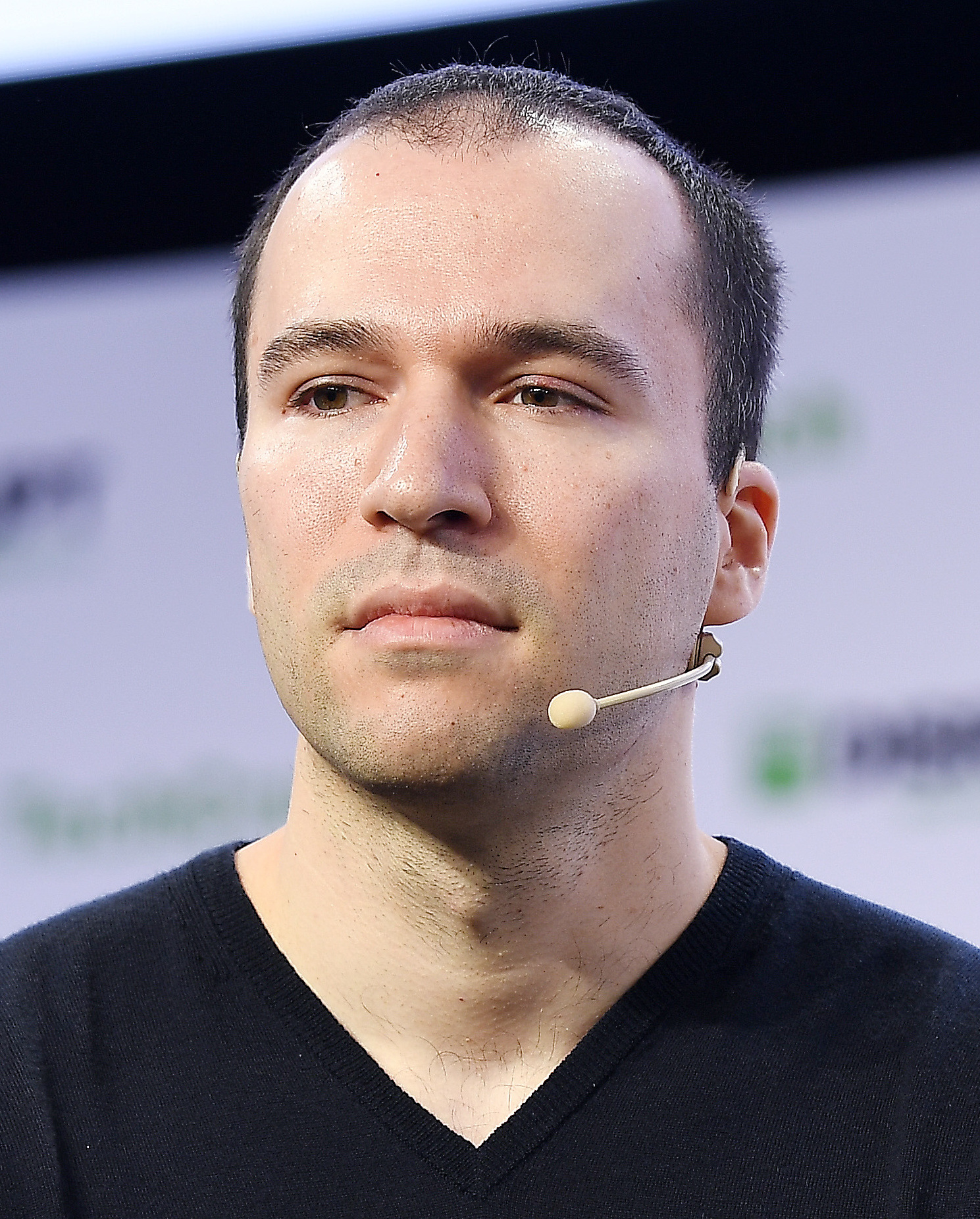
2019년 모습

그렉 브로크만(Greg Brockman, 1987년 11월 29일 ~ )은 미국 기업가, 투자자 및 소프트웨어 개발자로 오픈AI의 공동 창립자이자 현재 사장이다. 그는 2010년 MIT를 떠나면서 스트라이프(Stripe)에서 경력을 시작했으며 2013년에 CTO가 되었다. 그는 2015년에 스트라이프를 떠나 오픈AI를 공동 창립했으며 그곳에서 CTO 역할도 맡았다.

## 어린 시절과 교육
보로크만은 노스다코타주 톰슨에서 태어나 레드리버 고등학교에 다녔으며 그곳에서 수학, 화학, 컴퓨터 과학 분야에서 두각을 나타냈다. 그는 2006년 국제 화학 올림피아드에서 은메달을 획득했으며 1973년 이래로 노스다코타 출신 최초로 인텔 과학 재능 찾기에 참가한 결선 진출자가 되었다. 2007년에는 수학 재능이 있는 고등학생들을 위한 여름 프로그램인 캐나다/미국 수학 캠프에 참석했다. 2008년에 브로크만은 하버드 대학교에 등록했지만 1년 후에 학교를 떠나 매사추세츠 공과대학교에 잠시 등록했다.